# Guérilla (chanson)
Pour les articles homonymes, voir Guérilla (homonymie).
 (mars 2020).
Singles de Soolking
Milano
(2018) Dalida
(2018)
Pistes de Fruit du démon
Amsterdam
(3) Gucci
(5)
Guérilla est une chanson du rappeur algérien Soolking, extrait de son premier album studio Fruit du démon.

## Sortie du single
En janvier 2018, Soolking se rend dans les studios de l'émission Planète Rap de Skyrock pour chanter en freestyle où se trouvait Sofiane alors invité par la radio. En dépit de l’artisanat apparent, tout a été scénarisé, filmé, puis posté sur YouTube. Un fait exceptionnel pour la radio, il a ramené avec lui un homme jouant de la trompette tandis que lui chante La, la, la, la... entre deux rimes sur les damnés et Mouammar al-Kadhafi. La vidéo compte plus de 317 millions de vues, un record pour la radio.
Soolking déclare dans une interview qu'il a composé ce morceau dans une voiture avec ses amis et que le refrain ne devait à la base pas être Guérilla mais Maria en référence à une amie à lui qui se prénomme Marine.

## Accueil
Le titre est aujourd'hui vendu à 50M équivalents streams en France et est certifié single de Diamant. La vidéo de Skyrock cumule plus de 341 millions de vues sur YouTube, sans compter les nombreuses vidéos postées par des utilisateurs amateurs.

## Certification
| Pays   | Certification | Streams |
| ------ | ------------- | ------- |
| France | Diamant       | 50 M    |